# Inhibidores de la anhidrasa carbónica

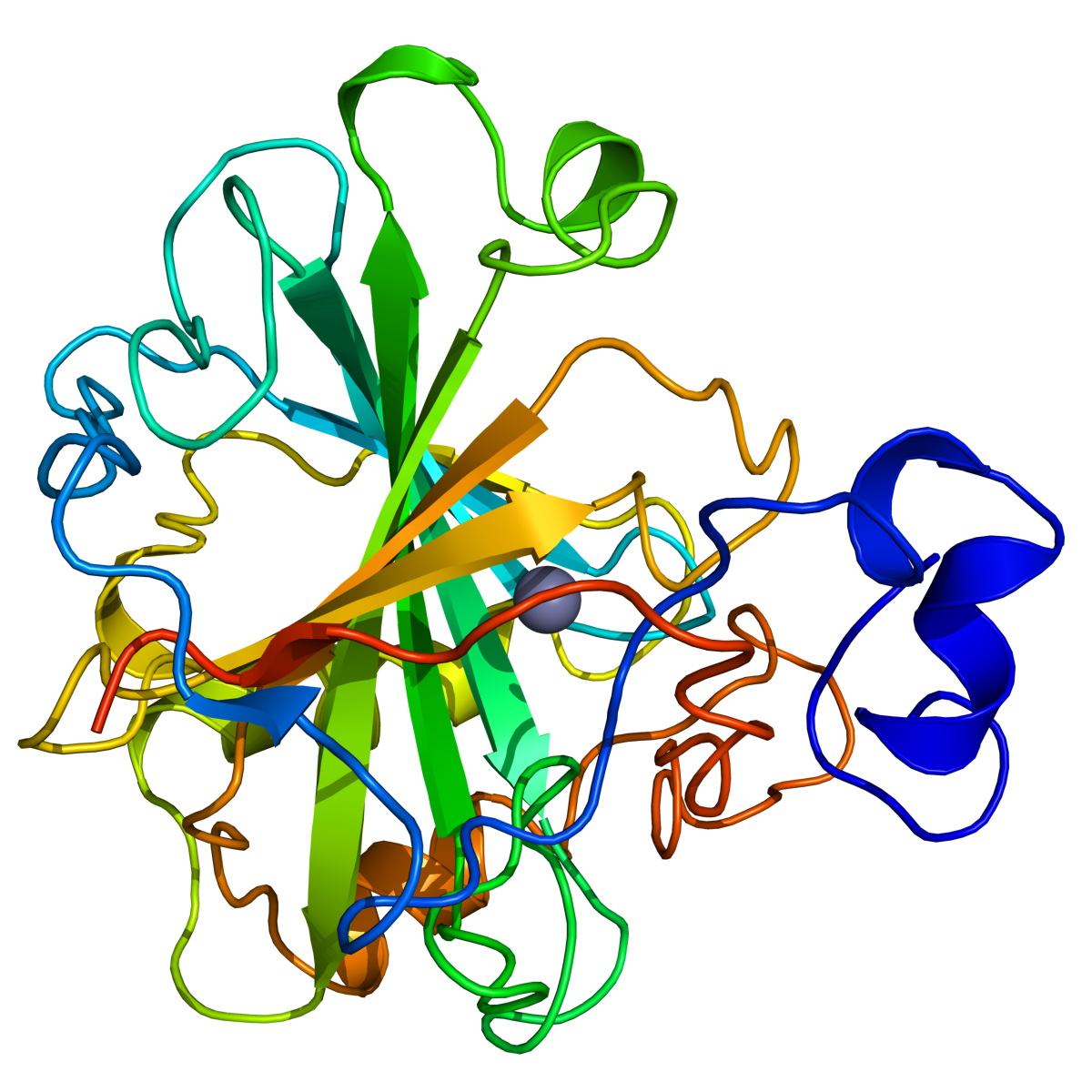
Imagen CGI de la enzima Anhidrasa carbónica.

Los inhibidores de la anhidrasa carbónica (AC) son fármacos que actúan inhibiendo la acción de la anhidrasa carbónica, enzima que cataliza la reacción de disociación del ácido carbónico en agua y CO2. La acetazolamida es el fármaco prototipo de los inhibidores de AC.

## Historia
Los fármacos inhibidores de la anhidrasa carbónica se desarrollaron en la década de los cuarenta del siglo pasado cuando se trataban de sintetizar compuestos de sulfonamidas con las propiedades inhibitorias de la anhidrasa carbónica de la sulfanilamida.

### Antecedentes
En 1937 H. Southworth descubrió que los pacientes bajo tratamiento con sulfanilamida desarrollaban acidosis metabólica, mientras que excretaban orina alcalina. Al año siguiente se mostró que esos efectos eran debidos a la inhibición de la anhidrasa carbónica, enzima que se encuentra revistiendo el borde luminal de las células epiteliales del túbulo contorneado proximal en el riñón.
Se notó que los pacientes con insuficiencia cardiaca congestiva a los que se administraba sulfanilamida excretaban bicarbonato de sodio y se incrementaba el volumen de la orina.
Posteriores estudios revelaron que los diversos sulfonamídicos aromáticos con un grupo sulfamilo libre (-SO2-NH2) eran inhibidores de la anhidrasa carbónica.

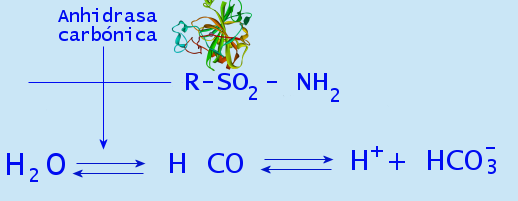
Reacción de inhibición de la anhidrasa carbónica por la sulfanilamida.

En 1954 Richard Roblin, basados en los trabajos de Thomas H. Maren, sintetizaron la acetazolamida mientras buscaban un diurético que pudiera administrarse oralmente. Posteriormente llegaron reportes de que la acetazolamida disminuía la presión intraocular causada por el glaucoma. Bernard Becker y colaboradores descubrieron que la anhidrasa carbónica también se puede hallar en el epitelio ciliar ocular. Lo que permitió que la acetazolamida sea utilizada en glaucoma de ángulo estrecho y abierto.

## Acciones farmacológicas
Aparte de sus indicaciones como diuréticos, los inhibidores de la anhidrasa carbónica también son útiles en los siguientes padecimientos:

### Glaucoma
Los fármacos de esta categoría reducen en el ojo la formación del humor acuoso disminuyendo la presión intraocular. Esta se ha convertido en su principal indicación.

### Epilepsia
Durante un tiempo se notó que en ciertos pacientes con epilepsia inhibía las convulsiones y comenzó a usarse en combinación con otros medicamentos especializados.

### Mal de montaña
Los inhibidores de la anhidrasa carbónica acortan el periodo de aclimatación a las grandes alturas. Al inhibir la conversión de CO2 a bicarbonato se incrementa la tensión del dióxido de carbono en los tejidos y se reduce en los pulmones. La acidosis metabólica también puede elevar la oxigenación durante la hipoxia.

## Perspectivas
Los inhibidores de la anhidrasa carbónica han dejado de usarse como diuréticos y han pasado al área de oftalmología y se administran en forma oral, parenteral y tópica, como la dorzolamida.

## Mecanismo de acción
Las células endoteliales de los túbulos proximales están ricamente dotadas de la metaloenzima con zinc anhidrasa carbónica, que se encuentra en las membranas luminal y basolateral (anhidrasa carbónica tipo IV, una enzima unida a la membrana por un enlace de glucosilfosfatidilinositol),así como en el citoplasma (anhidrasa carbónica tipo II). La anhidrasa carbónica tiene un cometido fundamental en la resorción de NaHCO3 y la secreción de ácido.
Cuando el ion bicarbonato se libera en el glomérulo renal y pasa a túbulo proximal, se combina con el ion sodio para dar bicarbonato sódico. Entonces, el catión sodio se reabsorbe a la sangre en un proceso de transporte activo, que lleva aparejada la correspondiente reabsorción de agua a fin de mantener la presión osmótica, y el protón que se ha intercambiado con él, reacciona con el anión bicarbonato para dar más ácido carbónico que, por la catálisis de la anhidrasa carbónica situada en la membrana del túbulo, se convierte en dióxido de carbono, que difunde pasivamente y se hidrata de nuevo en la membrana para iniciar el proceso. El resultado es la reabsorción de bicarbonato sódico y del agua desde el túbulo proximal. La inhibición de esta enzima supone la retención en el túbulo renal del bicarbonato, lo que produce una mayor diuresis. Este efecto puede, sin embargo, compensarse cuandoel filtrado renal pasa del túbulo proximal al asa de Henle, ya que en este trayecto existen procesos muy eficaces de reabsorción de iones sodio (y también cloruro) que no dependen del anión bicarbonato.